# Международная ассоциация изучения околосмертных состояний
Международная ассоциация изучения околосмертных состояний (англ. International Association for Near-Death Studies (IANDS)) — некоммерческая организация, расположенная в Дареме, Северная Каролина, США, созданная с целью научного изучения околосмертного опыта. В настоящее время объединяет около 1200 членов из более чем 50 стран. В одной из своих публикаций организация сформулировала свою цель, как создание «глобального понимания околосмертного и подобного околосмертному опыта через исследования, образование и поддержку».

## История
Первоначально эта организация была известна как Ассоциация по научному изучению околосмертного феномена (англ. Association for the Scientific Study of Near-Death Phenomena). Эта группа была основана исследователями Джоном Одеттом, Брюсом Грейсоном, Кеннетом Рингом и Майклом Сабомом в 1978 году. Джон Одет был первым президентом ассоциации, а позже занимал пост исполнительного директора. В 1981 году организация сменила название на текущее. Главный офис располагался тогда при Коннектикутском университете.
В 2008 году, организация переехала в Дарем, штат Северная Каролина. Текущая деятельность включает ведение веб-сайта IANDS и дальнейшее обслуживание групп поддержки и участников.